# Thiyagarajah Maheswaran
Thiyagarajah Maheswaran (18 de junio de 1960 – 1 de enero de 2008) (en tamil: தியாகராஜா மகேஸ்வரன்) conocido como: T. Maheswaran fue un político y líder tamil de Sri Lanka, miembro del parlamento (MP) de Jaffna. Opositor al Partido Unido Nacional y crítico de Mahinda Rajapaksa. Fue asesinado el 1 de enero de 2008, en Kotahena, Sri Lanka.